# Ryszard Galla
Ryszard Jerzy Galla (ur. 22 lipca 1956 we Wrocławiu) – polski polityk i samorządowiec narodowości niemieckiej, jeden z liderów mniejszości niemieckiej w Polsce, w 2002 marszałek województwa opolskiego, w latach 2005–2023 poseł na Sejm V, VI, VII, VIII i IX kadencji.

## Życiorys
Syn Alfreda i Zenobii. Z wykształcenia inżynier mechanik, w 1996 ukończył studia w Wyższej Szkole Inżynierskiej w Opolu. W 2002 ukończył ponadto studia podyplomowe z zarządzania opieką zdrowotną w Akademii Ekonomicznej we Wrocławiu. Był pracownikiem Zakładów Mechanicznych OFAMA w Opolu i opolskiej Wyższej Szkoły Pedagogicznej, od 1982 do 1998 pełnił funkcję dyrektora zakładu komunalnego. W latach 90. był przewodniczącym rady, następnie członkiem zarządu gminy Komprachcice. Od 1998 do 2005 zasiadał w sejmiku opolskim, pełniąc funkcję wicemarszałka województwa (z przerwą w 2002, gdy przez kilka miesięcy zajmował stanowisko marszałka).
Został wiceprzewodniczącym Towarzystwa Społeczno-Kulturalnego Niemców na Śląsku Opolskim, a także m.in. honorowym członkiem ochotniczej straży pożarnej w Komprachcicach oraz przewodniczącym rady Fundacji Rozwoju Śląska i Wspierania Inicjatyw Lokalnych. W 2006 objął funkcję prezesa Domu Współpracy Polsko-Niemieckiej.
W wyborach parlamentarnych w 2001 bez powodzenia kandydował do Sejmu. W wyborach w 2005 po raz pierwszy został wybrany na posła, otrzymując 9072 głosy. W przedterminowych wyborach parlamentarnych w 2007 ubiegał się z powodzeniem o ponowny mandat z list wyborczych Mniejszości Niemieckiej, uzyskując w okręgu opolskim 8193 głosów. W wyborach w 2011 ponownie uzyskał reelekcję, otrzymując 11 794 głosy. W 2015 kolejny raz został posłem, uzyskując 9623 głosy.
W 2017 wraz z innymi działaczami mniejszości niemieckiej założył partię pod nazwą „Regionalna. Mniejszość z Większością”, zarejestrowaną w lutym 2018. Objął funkcję przewodniczącego tego ugrupowania. W 2019 został wybrany na kolejną kadencję Sejmu, otrzymując 13 957 głosów. W wyborach w 2023 nie uzyskał poselskiej reelekcji. W wyborach w 2024 został wybrany do sejmiku VII kadencji z ramienia komitetu Śląscy Samorządowcy. W tym samym roku Szymon Hołownia powołał go na doradcę marszałka Sejmu ds. mniejszości narodowych i etnicznych.

## Wyniki wyborcze
| Wybory | Komitet wyborczy                          | Komitet wyborczy     | Organ                                      | Okręg          | Wynik        |
| ------ | ----------------------------------------- | -------------------- | ------------------------------------------ | -------------- | ------------ |
| 1998   |                                           | Mniejszość Niemiecka | Sejmik Województwa Opolskiego I kadencji   | nr 4           | 2050 (3,44%) |
| 2001   | Sejm IV kadencji                          | Mniejszość Niemiecka | nr 21                                      | 2875 (0,92%)   |              |
| 2002   | Sejmik Województwa Opolskiego II kadencji | Mniejszość Niemiecka | nr 1                                       | 8737 (13,36%)  |              |
| 2005   | Sejm V kadencji                           | Mniejszość Niemiecka | nr 21                                      | 9072 (3,40%)   |              |
| 2007   | Sejm VI kadencji                          | Mniejszość Niemiecka | nr 21                                      | 8193 (2,22%)   |              |
| 2011   | Sejm VII kadencji                         | Mniejszość Niemiecka | nr 21                                      | 11 794 (3,69%) |              |
| 2015   | Sejm VIII kadencji                        | Mniejszość Niemiecka | nr 21                                      | 9623 (2,84%)   |              |
| 2019   | Sejm IX kadencji                          | Mniejszość Niemiecka | nr 21                                      | 13 957 (3,43%) |              |
| 2023   | Sejm X kadencji                           | Mniejszość Niemiecka | nr 21                                      | 8743 (1,82%)   |              |
| 2024   |                                           | Śląscy Samorządowcy  | Sejmik Województwa Opolskiego VII kadencji | nr 1           | 3873 (4,57%) |

## Odznaczenia i wyróżnienia
- Brązowy Krzyż Zasługi (1998)[18]
- Srebrna Odznaka „Zasłużony dla Ochrony Przeciwpożarowej” (2011)[19]
- Wielki Krzyż Zasługi Orderu Zasługi Republiki Federalnej Niemiec (2015)[20]
- Tytuł honorowego obywatela Głogówka (2014)[21]